# Natsuyuki Rendezvous
Natsuyuki Rendezvous (яп. 夏雪ランデブー Нацуюки Рандэбу, Встреча под летним снегом) — японская манга, автором которой является Харука Кавати. Публиковалась издательством Shodensha в журнале Feel Young с июля 2009 по январь 2012 года. Всего выпущено 4 тома манги. Аниме-адаптация транслировалась по телеканалу Fuji TV с 6 июля по 14 сентября 2012 года. Сериал был лицензирован компанией Sentai Filmworks для показа на территории США.

## Сюжет
Рёсукэ Хадзуки влюбляется в молодую вдову Рокку Симао — хозяйку цветочного магазина и решает устроиться к ней работать. Рёсукэ постепенно постигает ремесло флориста, и кажется, что у парня идеальный шанс завести новые отношения с девушкой, но внезапно за Рёсукэ начинает следовать дух, который утверждает, что является покойным мужем Симао. При этом дух не намеревается отпускать девушку и будет отговаривать Рёсукэ от развития их отношения, убеждая парня в его слабости и неудачливости. Примечательно, что духа может видеть только Рёсукэ.

## Список персонажей
Рёсукэ Хадзуки (яп. 葉月 亮介)
Сэйю: Юити Накамура
Молодой человек с проблемами со зрением. Ему 22 года. Решает работать в цветочном магазине, после того, как влюбился в его хозяйку. Единственный, кто может видеть дух Ацуси. Однажды, когда сильно напивается, дух Ацуси овладевает его телом, сам Хадзуки оказывается в вымышленном мире. Позже он осознаёт, что сам стал духом, и только Ацуси (в теле Хадзуки) может его видеть. После того, как Хадзуки получает обратно своё тело, впоследствии женится на Рокке и у них появляется дочь по имени Юки, похожая на отца, а позже и внук. Хадзуки умирает в возрасте 65 лет вскоре после смерти Рокки.
Рокка Симао (яп. 島尾 六花)
Сэйю: Саяка Охара
Хозяйка цветочного магазина, за 3 года до начала событий потеряла мужа и всё ещё тоскует по нему, поэтому долгие время не могла изменить свою жизнь или влюбиться. Позже она всё таки влюбляется в Хадзуки и выходит замуж за него, родив дочь и наследницу цветочного магазина. Умирает в старости незадолго до Хадзуки.
Ацуси Симао (яп. 島尾 篤)
Сэйю: Дзюн Фукуяма
Покойный муж Рокки. После своей смерти всё это время находится рядом с Роккой, в её квартире и цветочном магазине. Сначала был против развития отношений Рокки и Хадзуки, не желая отпускать первую, но позже признал Хадзуки. Сначала его может видеть только Хадзуки, а позже, Рокка и её будущий внук.
Михо Симао (яп. 島尾 ミホ)
Сэйю: Юми Тома
Сестра Ацуси. Обычно помогает держать цветочный магазин, когда Рокка по разным причинам не может этого делать.

## Аниме
Аниме-адаптация, выпущенная студией Dogakobo начала транслироваться по телеканалу Fuji TV, как часть программы Noitamina с 6 июля по 14 сентября 2012 года. Открытие к аниме Anata ni Deawa Nakereba ~Natsuyuki Fuyuhana~ (яп. あなたに出会わなければ 〜夏雪冬花〜) исполняет Aimer.

## Список серий
| 01 |  | 6 июля, 2012      |
| Рёсукэ Хадзуки влюбляется в Рокку, владелицу цветочного магазина и решает работать у неё. Хадзуки подозревает, что у девушки уже есть парень и посещает её квартиру. Однако вскоре Хадзуки узнаёт, что парень — это дух покойного мужа, которого может видеть только Хадзуки. |  |                   |
| 02 |  | 13 июля, 2012     |
| Хадзуки начинает показывать свои чувства к Рокке, но встречает сопротивление со стороны Симао, который всё ещё не может отпустить её. Между Хадзуки и Роккой возникает спор, где Хадзуки делает замечание в адрес Симао, из-за чего девушка подает в истерику и лихорадку.    |  |                   |
| 03 |  | 20 июля, 2012     |
| Рокка временно отходит от работы, чтобы прийти в себя. Её заменяет Михо. У Симао тем временем начинается сильная депрессия. |  |                   |
| 04 |  | 27 ипля, 2012     |
| Хадзуки приглашает Рокку на свидание в парке развлечений. Однако девушка, всё ещё верная Симао, отказывает Хадзуки и тот, пав в депрессию, напивается. Этой ситуацией пользуется Симао и вселяется в его тело.                                                                |  |                   |
| 05 |  | 3 августа, 2012   |
| Симао постепенно привыкает к телу Хадзуки. Тем временем сам Хадзуки оказывается в неком острове с вымышленной Роккой. |  |                   |
| 06 |  | 10 августа, 2012  |
| Пока Хадзуки продолжает бродить по вымышленному острову, Рокка, не подозревая, что телом Хадзуки овладел дух Симао, признаётся ему в любви. |  |                   |
| 07 |  | 17 августа, 2012  |
| Рокка идёт с Симао на пляж, в то время, как Хадзуки оказывается на дне вымышленного моря. Симао осознаёт, что Рокка действительно любит Хадзуку, убегает прочь. |  |                   |
| 08 |  | 14 августа, 2012  |
| В то время, как Рокка пытается угнаться за Симао, Хадзуки осознаёт, что его тело одержимо духом Симао. |  |                   |
| 09 |  | 31 августа, 2012  |
| Рокке всё таки удаётся догнать Симао, Хадзуки узнаёт правду о вымышленном мире, в котором он находится. |  |                   |
| 10 |  | 7 сентября, 2012  |
| Рокка узнаёт, что телом Хадзуки всё это время управлял дух Симао. |  |                   |
| 11 |  | 14 сентября, 2012 |
| Рокка встаёт перед выбором: жить с Хадзуки, или умереть, чтобы присоединится к Симао. Симао решает, что больше не будет следовать за девушкой, оставив её с Хадзукой. Проходит много лет. Уже взрослая дочь Рокки и Хадзуки начинает держать цветочный магазин.               |  |                   |

## Критика
Как отмечает представитель сайта Anime News Network, сериал получился в общем неплохим. Сюжет изначально создан в стиле взрослого романа, наполнен элегантной красотой со своей сверхъестественной загадкой. Сериал практически полностью фокусируется на развитии любовных отношений главных героев. Здесь показано, на сколько сильна может быть любовь, даже после смерти и горечи разлуки. Стоит поблагодарить разработчиков сериала за его красивые фоновые изображения, особенно растения, однако графика персонажей получилась слабой.